# 안강전자고등학교
안강전자고등학교(安康電子高等學校)는 대한민국 경상북도 경주시 안강읍 안강리에 위치한 공립 고등학교이다.

## 학교 연혁
- 1960년 2월 13일 : 안강농업고등학교 병설 인가 (3학급)
- 1963년 2월 28일 : 안강농업고등학교 폐교
- 1967년 10월 5일 : 안강상업고등학교 병설 인가 (3학급)
- 1975년 7월 25일 : 안강고등학교 학칙 변경 인가 (6학급)
- 1995년 10월 10일 : 본관 건물 준공, 신축 교사로 이전
- 1999년 3월 1일 : 안강종합고등학교로 학칙 변경 (전자계산기과 9학급)
- 2001년 3월 1일 : 안강전자고등학교로 학칙 변경 (전자계산기과 6학급, 멀티미디어과 3학급)
- 2009년 11월 19일 : 특성화고 지정 (로봇전자과 6학급, 모바일전자과 3학급)
- 2022년 3월 1일 : 제27대 양재영 교장 취임
- 2024년 1월 5일 : 제54회 졸업식 거행(졸업생 29명, 누계 4,167명)
- 2024년 3월 4일 : 신입생 입학(드론전자과 1학급, 드론전기에너지과 1학급, IT전자과 1학급, 계 3학급 37명)
- 2026년 3월 (예정) : 경북모빌리티고등학교 교명 변경

## 설치 학과
- IT전자과
- 모바일전자과
- 드론전자과
- 드론전기에너지과

## 참고 자료
- 안강전자고등학교 - 한국교육학술정보원 학교알리미